# 弥刀研二
弥刀 研二（みと けんじ、生没年不詳）は、日本の映画監督。

## 監督作品
いずれも大都映画。
- 鉄砲と痩浪人 (1937年5月20日)
- いろはの左近捕物帳第三話  名剣受難 (1940年4月25日)
- 大陸は微笑む (1940年8月29日)
- 純情宵待草 (1940年10月24日)